# Ławra Uniowska
Ławra Uniowska, także: Klasztor Zaśnięcia Najświętszej Marii Panny (ukr. Святоуспенська Унівська Лавра) – ławra na Ukrainie znajdująca się w miejscowości Uniów, wsi w rejonie przemyślańskim obwodu lwowskiego. Monaster należy do greckokatolickiego zakonu studytów.

## Historia
Pierwszy udokumentowany klasztor został ufundowany przez księcia litewskiego Teodora Lubartowicza. Według przekazów nie erygował on nowych budowli, a jedynie odnowił zrujnowaną cerkiew i monaster, które istniały tam wcześniej. W 1401 roku król polski Władysław II Jagiełło zatwierdził prawa wspólnoty prawosławnych mnichów do jej posiadłości w Uniowie .
Od XIV do XVI wieku klasztor miał przywilej staurapigii. Utracił go w okresie panowania  Zygmunta I Starego, gdy przeszedł pod duchową jurysdykcję prawosławnych biskupów lwowsko-halickich. 
W 1549 monaster został zniszczony przez najazd tatarski. Ponownej fundacji dokonał w drugiej połowie XVI wieku Aleksander Wańko Łahodowski (herbu Korczak). Odnowienie zabudowy monsteru według legendy przypisuje się cudowi i objawieniu maryjnemu, których miał doświadczyć ten szlachcic ruski podczas polowania w Uniowe.
Od 1596 klasztor był ośrodkiem dyzunickim w województwie ruskim. Działała tutaj drukarnia. W XVI i XVII wieku kilkakrotnie mnisi uniowscy odpierali zbrojne ataki ze strony lokalnej szlachty starającej się podporządkować sobie monaster, ale również prawosławnych biskupów lwowsko-halickich, z którymi byli w sporach majątkowych i administracyjnych.
W 1700 wspólnota mnichów uniowskich przyjęła unię brzeską. W latach 1700–1790 był to klasztor bazyliański. Po kasacie z rozkazu władz austriackich budynki zostały przekazane na potrzeby diecezji lwowskiej Ukraińskiego Kościoła Greckokatolickiego. W XIX i na początku XX wieku mieściła się tutaj letnia rezydencja arcybiskupów lwowskich obrządku bizantyjsko-ukraińskiego. 
W 1919 metropolita Andrzej Szeptycki przekazał klasztor studytom, a jego ihumenem uczynił swojego brata Klemensa. Monaster otrzymał rangę ławry. W czasie II wojny światowej ukrywano tutaj żydowskie dzieci.
W 1946 po soborze lwowskim budynki klasztorne zostały sekualaryzowane przez władze Związku Socjalistycznych Republik Radzieckich. Zamieniono je na przytułek dla inwalidów. Z czasem uczyniono z nich dom wypoczynkowy, a później szpital dla psychicznie i nerwowo chorych.
W latach 90. XX wieku monaster został zwrócony studytom.